# Mamy Wata
Mamy Wata è un film del 1989 diretto da Moustapha Diop.
Pellicola prodotta in Niger presentata al 28º Festival di Cinema Africano di Verona.
La saga di due famiglie, una africana e l'altra francese, durante l'esperienza del colonialismo e della lotta per l'indipendenza. Mamy Wata , "dea delle acque", è l'elemento magico che interviene e cambia il corso degli eventi, un passo nell'irrazionale che ci avvicina al mondo della cultura religiosa africana.

## Trama
Nel 1976, Justin, medico laureatosi in Francia, rientra nel suo villaggio desideroso di aiutare lo sviluppo della sua gente. La sfida si presenta però ben più dura del previsto: il Presidente Ohounou, che da anni perseguita la famiglia di Justin, ha in progetto di costruire una grande diga e di far sfollare gli abitanti del villaggio. 
Nel 1981, Justin amareggiato e ormai alcolista, viene spronato dall'amica francese Evelyne a ricominciare la sfida. Accompagnato da un manipolo di improbabili ribelli, Justin inizia la sua battaglia:  dissotterrare lo scettro di famiglia e vendicare il padre ucciso nel 1968  dal presidente Ohounou. Il padre di Justin, allora ministro dell'agricoltura si era infatti fermamente opposto all'imposizione della monocoltura dell'arachide e del cotone, che avrebbe tolto terre ai contadini e arricchito Calvetti, un affarista francese, e il presidente Ohounou. 
La guerra tra Justin e Ohounou scatena uno scontro tra Mamy Wata e uno spirito jinn, invocato da Ohouho. Alla fine Mami Wata, vittoriosa, esorterà Justin e i suoi uomini a non abbandonare la lotta.

## Tematica
Le sequenza iniziali preannunciano un film politico e di denuncia contro un dittatore corrotto di un indefinito paese dell'Africa Occidentale. Un montaggio che alterna immagini di Parigi e di un villaggio africano, anticipa inoltre un tema classico del cinema africano: il contrasto tra tradizione e modernità, rappresentato dal rientro in Africa di un giovane intellettuale formatosi all'estero e desideroso di aiutare il proprio paese. 
Nella seconda parte del film prevale invece l'elemento sovrannaturale rappresentato da Mamy Wata divinità acquatica molto popolare sia in Africa che nelle Americhe. Mamy Wata, personaggio centrale per lo svolgimento degli eventi, si oppone alla costruzione della strada per il nuovo insediamento agricolo, uccidendo due operai e la figlia di Calvetti e accompagnando Justin nella sua battaglia. Paladina di un rapporto tra uomo e natura non contaminato da una modernità invasiva e generalmente imposta dall'Occidente si presenta come resistente della tradizione culturale genuinamente africana.
Nel film compaiono altri personaggi femminili legati all'acqua, forse messaggeri della stessa Mamy Wata, che rafforzano e rendono più pervasiva la presenza della divinità acquatica.

## Stile
Il film stilisticamente ibrido, mescola citazioni western, contenuti politici e riferimenti al mondo sovrannaturale.